# Kumaravel Premkumar
Kumaravel Premkumar (* 2. Juni 1993 in Thanjavur, Tamil Nadu) ist ein indischer Leichtathlet, der sich auf den Weitsprung spezialisiert hat.

## Sportliche Laufbahn
Erste internationale Erfahrungen sammelte Kumaravel Premkumar im Jahr 2012, als er bei den Hallenasienmeisterschaften in Hangzhou mit einer Weite von 7,62 m die Bronzemedaille hinter dem Chinesen Li Jinzhe und Rikiya Saruyama aus Japan gewann und damit einen neuen indischen Hallenrekord aufstellte. Anschließend gewann er auch bei den Juniorenasienmeisterschaften in Colombo mit 7,52 m die Bronzemedaille und schied bei den Juniorenweltmeisterschaften in Barcelona mit 7,38 m in der Qualifikation aus. Im Jahr darauf gewann er dann bei den Asienmeisterschaften in Pune mit einem Sprung auf 7,92 m die Silbermedaille hinter dem Chinesen Wang Jianan. Zudem verbesserte er in diesem Jahr den indischen Rekord auf 8,09 m und verbesserte damit die Bestmarke von Amritpal Singh aus dem Jahr 2002 um einen Zentimeter. Sein Rekord hatte bis 2016 bestand, als er von Ankit Sharma abgelöst wurde. 2015 erreichte er bei den Asienmeisterschaften in Wuhan mit 7,69 m Rang fünf und im Jahr darauf gewann er bei den Südasienspielen in Guwahati mit 7,62 m die Silbermedaille hinter seinem Landsmann Sharma und gewann kurz darauf bei den Hallenasienmeisterschaften in Doha mit neuem Hallenrekord von 7,92 m die Silbermedaille hinter dem Chinesen Zhang Yaoguang.
In den Jahren 2012 und 2015 wurde Premkumar indischer Meister im Weitsprung.

## Persönliche Bestzeiten
- Weitsprung: 8,09 m (+1,3 m/s), 5. August 2013 in Neu-Delhi
  - Weitsprung (Halle): 7,92 m, 29. Januar 2012 in Bengaluru (indischer Rekord)